# Breu (álbum)
Breu é a primeira trilha sonora do compositor brasileiro Lenine, lançada em 2007, o disco traz canções do espetáculo Breu do Grupo Corpo. O disco a maioria das faixas são instrumentais, algumas possuem vozes.

## Faixas
| N.º | Título                                      | Compositor(es) | Duração |  |
| 1.  | "Cadimdicadum" (Part. Spok Frevo Orquestra) | Lenine         | 5:04    |  |
| 2.  | "Brinquedos"                                | Lenine         | 4:11    |  |
| 3.  | "Psicofonia"                                | Lenine         | 4:23    |  |
| 4.  | "Pé No Mundo"                               | Lenine         | 5:16    |  |
| 5.  | "Briga de Cachorro Grande"                  | Lenine         | 4:21    |  |
| 6.  | "Trovador"                                  | Lenine         | 4:22    |  |
| 7.  | "Secular" (Part. Spok Frevo Orquestra)      | Lenine         | 3:09    |  |
| 8.  | "Violenta"                                  | Lenine         | 6:47    |  |